# Oasis de la Valle della Caccia
L'oasis de la Valle della Caccia est un espace naturel protégé créé dans la région de Campanie en 1992 dans la province d'Avellino. Elle est située dans la commune de Senerchia,.

## Territoire
Elle est située dans la haute vallée du fleuve Sélé, fait administrativement partie de l'oasi naturale del Monte Polveracchio (it) et est inclus dans le parc régional Monti Picentini. La zone totalement montagneuse, délimitée par les sommets des montagnes ; Monte della Croce 1 533 m, Raia della Volpe 1 631 m, Monte la Picciola 1 520 m, comprend la Valle della Caccia et les sources de la rivière Acquabianca.
Un sentier-nature d'un kilomètre mène à la cascade de l'Acquabianca d'une hauteur de 30 m.
Cette zone de protection spéciale (ZPS) est gérée par la WWF italien.